# Joaquín Crespo
Joaquín Crespo, né le 22 août 1841 et mort le 16 avril 1898, est un militaire et homme d'État vénézuélien. Il est président à deux reprises (1884-1886 et 1892-1898)